# Lavia
Lavia là một đô thị của Phần Lan.
Lavia là một đô thị của Phần Lan. Vị trí ở tỉnh của Tây Phần Lan thuộc vùng Satakunta. Đô thị này có dân số 2.245 người và diện tích 358.24 km² trong đó có 38,97 km² là diện tích mặt nước. Mật độ dân số là 6,3 người trên mỗi km²
Vị trí ở tỉnh của Tây Phần Lan thuộc vùng Satakunta. Đô thị này có dân số 2.245 người (2003) và diện tích 358.24 km² trong đó có 38,97 km² là diện tích mặt nước. Mật độ dân số là 6,3 người trên mỗi km².
Dân đô thị này chỉ sử dụng tiếng Phần Lan